# Alte Münze (Stolberg)

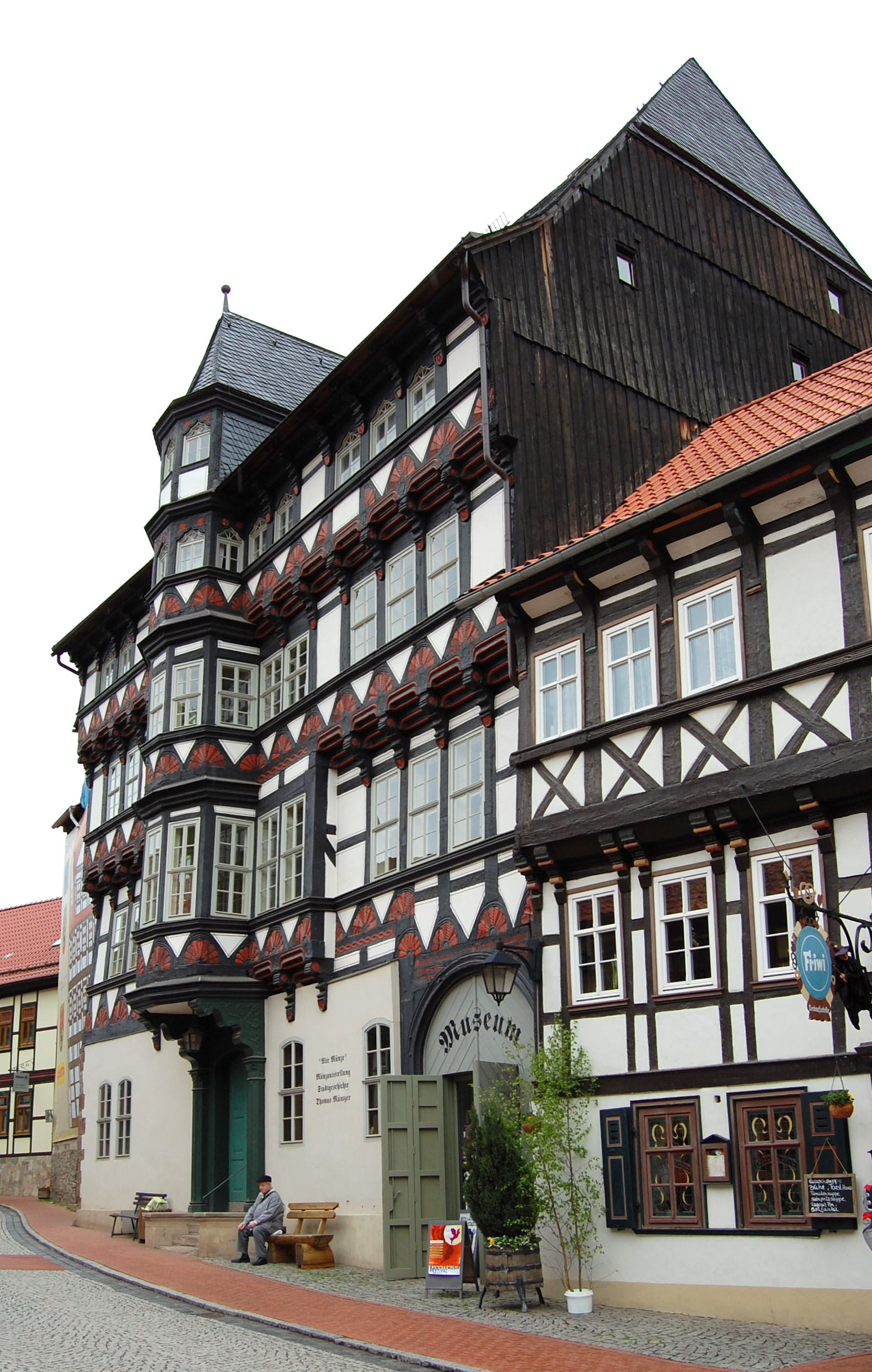
Alte Münze

Blick durch die Niedergasse im Jahr 1909, rechts die Alte Münze

Die Alte Münze ist ein denkmalgeschütztes Fachwerkhaus in Stolberg (Harz) in Sachsen-Anhalt. In dem Gebäude ist das Stolberger Museum Alte Münze untergebracht. Es befindet sich an der Adresse Niedergasse 19.

## Geschichte und Architektur
Das prächtig gestaltete Fachwerkhaus wurde 1534 bzw. 1535 vom Stolberger Bürger- und Münzmeister Kilian Keßler gebaut. Es diente dann im Laufe der Zeit als Münze, Berglehnsamt, Amtsgericht, Fürstliches Konsistorium Stolberg-Stolberg und Heimatmuseum. Größere Restaurierungen fanden 1843, 1990/91 und zuletzt 2004 statt. Nach der Sanierung des Jahres 2004 wurde es als Museum Alte Münze wiedereröffnet.
Über einem massiv gebauten Erdgeschoss erheben sich drei Fachwerkgeschosse, deren Fassade asymmetrisch gestaltet ist. Die beiden obersten Stockwerk kragen jeweils weiter vor. In der höchsten Etage befinden sich Vorhangbogenfenster. Geprägt wird das Gebäude durch einen polygonalen Erker. Der ebenfalls in Fachwerkbauweise gebaute Erker ruht auf verzierten Konsolen und ragt noch über die Traufkante des Hauses hinaus. Bedeckt wird das Gebäude von einem steilen Satteldach. Die Toreinfahrt ist als Rundbogen ausgeführt und zeigt ein spätgotisches Stabwerkprofil. Insgesamt ist das Haus 23,5 m hoch, 18 m breit und 14 m tief.
Die Stockschwellen sind mit doppelten Schiffskehlen versehen. An den Brüstungen befinden sich Fächerrosetten, die Balkenköpfe verfügen über deutlich ausgearbeitete Profile. Am Gebäude finden sich die Inschriften Am tage kiliani mit gots hilfe gericht sowie Laus deo (deutsch: Lobet den Herren!). An der Fassade befindet sich auch ein in Stolberg nur selten vorkommendes Flechtband, welches Unheil abwehren sollte. Es finden sich weitere unterschiedlichste Verzierungen, darunter auch ein von einem Pfeil durchbohrtes Herz. Die Fenster sind als für Stolberg typische Acht-Scheiben-Fenster ausgestaltet.

## Museum
Im Erdgeschoss befindet sich eine historische Münzwerkstatt, die an die jahrhundertealte Tradition des Münzwesens in Stolberg erinnert. Die Herstellung von Münzen wird mit funktionsfähigen Gerätschaften in allen Produktionsschritten vom Edelmetallbarren bis zur fertigen Münze gezeigt. Zu bestimmten Terminen wird noch heute im Rahmen einer Schauwerkstatt mit einem Balancier geprägt.
In den oberen Etagen finden sich Ausstellungen zum in Stolberg geborenen Bauernführer Thomas Müntzer sowie zum Theologen und Chronisten Zeitfuchs, dem Schriftsteller Johann Gottfried Schnabel, der Geschichte der Region Stolberg sowie des Hauses der Alten Münze selbst.